# Gitona distans
Gitona distans är en tvåvingeart som beskrevs av Mario Bezzi 1924. Gitona distans ingår i släktet Gitona och familjen daggflugor. Inga underarter finns listade i Catalogue of Life.